# Neoitamus himalayensis
Neoitamus himalayensis är en tvåvingeart som beskrevs av Joseph och Parui 1985. Neoitamus himalayensis ingår i släktet Neoitamus och familjen rovflugor. Inga underarter finns listade i Catalogue of Life.